# Енн Дауд
Енн Дауд (англ. Ann Dowd; нар. 30 січня 1956) — американська акторка. Володарка премії «Еммі» (2017), а також номінантка на «Золотий глобус» (2018).

## Фільмографія

### Фільми
| Рік  |    | Українська назва          | Оригінальна назва                 | Роль                               |
| ---- | -- | ------------------------- | --------------------------------- | ---------------------------------- |
| 1985 | тф |                           | First Steps                       | Деббі                              |
| 1990 | ф  | Зелена картка             | Green Card                        | Пеггі                              |
| 1992 | ф  | Олія Лоренцо              | Lorenzo's Oil                     | педиатр                            |
| 1993 | ф  | Філадельфія               | Philadelphia                      | Джилл Беккетт                      |
| 1994 | ф  | Це могло трапитися з вами | It Could Happen to You            | Керол                              |
| 1995 | ф  | Змучені походом           | Bushwhacked                       | Місис Паттерсон                    |
| 1995 | тф |                           | Kingfish: A Story of Huey P. Long | Роуз Макконнел Лонг                |
| 1996 | ф  | Мій найкращий друг Шейлок | Shiloh                            | Луїза Престон                      |
| 1997 | ф  | Усе про мене              | All Over Me                       | Енн                                |
| 1998 | ф  | Здібний учень             | Apt Pupil                         | Моніка Боуден                      |
| 1999 | ф  | Шейлок 2                  | Shiloh 2: Shiloh Season           | Луїза Престон                      |
| 2004 | ф  | Країна садів              | Garden State                      | Олівія                             |
| 2004 | ф  | Маньчжурський кандидат    | The Manchurian Candidate          | конгресмен Беккетт                 |
| 2004 | ф  | Забуте                    | The Forgotten                     | бухгалтер Ейлін                    |
| 2005 | ф  | Усе про мою рідню         | The Thing About My Folks          | Лінда                              |
| 2005 | ф  | Непристойна Бетті Пейдж   | The Notorious Bettie Page         | Една Пейдж                         |
| 2006 | ф  | Урятувати Шейлока         | Saving Shiloh                     | Луїза Престон                      |
| 2006 | ф  | Прапори наших батьків     | Flags of Our Fathers              | місис Странк                       |
| 2007 | ф  | Садівник Едему            | Gardener of Eden                  | Має Гарріс                         |
| 2007 | ф  | Живий слід                | The Living Wake                   | бібліотекарка                      |
| 2007 | ф  | Няньки                    | The Babysitters                   | Теммі Лайнер                       |
| 2007 | ф  | Еліс догори дриґом        | Alice Upside Down                 | тітка Саллі                        |
| 2008 | ф  | Знайомі незнайомці        | Familiar Strangers                | Дотті Вортінґтон                   |
| 2008 | ф  | Марлі та я                | Marley & Me                       | доктор Платт                       |
| 2009 | ф  | Інформатор                | Informant                         | спеціальний агент ФБР Кейт Медфорд |
| 2009 | ф  | Забираючи Ченса           | Taking Chance                     | Гретхен                            |
| 2011 | ф  | Домашня робота            | The Art of Getting By             | місис Граймс                       |
| 2011 | ф  | Вирощування троянд        | Coming Up Roses                   | Лінн                               |
| 2012 | ф  | Експеримент «Покора»      | Compliance                        | Сандра                             |
| 2012 | ф  | Холостячки                | Bachelorette                      | Вікторія                           |
| 2012 | ф  | Відкривачі                | The Discoverers                   | Петті                              |
| 2013 | ф  | Побічна дія               | Side Effects                      | місис Тейлор                       |
| 2013 | ф  | Дай мені притулок         | Gimme Shelter                     | Кеті                               |
| 2014 | ф  | Брудні гроші              | The Drop                          | Дотті Стіплер                      |
| 2014 | ф  | Святий Вінсент            | St. Vincent                       | Ширлі                              |
| 2014 | ф  | Дикий                     | Wildlike                          | Джині                              |
| 2015 | ф  | Наш бренд — криза         | Our Brand is Crisis               | Нелл                               |
| 2016 | ф  | Капітан Фантастік         | Captain Fantastic                 | Ебіґейл Бертранґ                   |
| 2016 | ф  | Великі та маленькі        | The Great & the Small             | детектив Дюпре                     |
| 2018 | ф  | Спадковість               | Hereditary                        | Джоан                              |
| 2020 | ф  | Ребекка                   | Rebecca                           | місис Ван Гоппер                   |
| 2021 | ф  | Сповідь                   | Mass                              | Лінда                              |
| 2022 | ф  | Сімейні квадрати          | Family Squares                    | Джудіт Ворт                        |
| 2022 | ф  | Незалежний                | The Independent                   | Патриція Тернбулл                  |
| 2023 | ф  | Екзорцист                 | The Exorcist                      | Пола                               |

### Серіали
| Рік       |   | Українська назва                    | Оригінальна назва                 | Роль                                           |
| --------- | - | ----------------------------------- | --------------------------------- | ---------------------------------------------- |
| 1991      | с | Закон і порядок                     | Law & Order                       | Тереза Франц (Епізод: "Sonata for Solo Organ") |
| 1994      | с |                                     | North and South                   | Морін (3 епізоди)                              |
| 1994      | с | Закон і порядок                     | Law & Order                       | Дороті Бакстер (Епізод: "Breeder")             |
| 1995      | с | Чиказька надія                      | Chicago Hope                      | Елеанор Робертсон (Епізод: "Growth Pains")     |
| 1996      | с | Закон і порядок                     | Law & Order                       | Патриція Сміт (Епізод: "Pro Se")               |
| 1999—2000 | с | Справедлива Емі                     | Judging Amy                       | місіс Шлеві (2 епізоди)                        |
| 1999      | с | Провіденс                           | Providence                        | Мері (Епізод: "Home Again")                    |
| 1999      | с | Цілком таємно                       | The X-Files                       | місіс Рід (Епізод: "Rush")                     |
| 2000      | с | Поліція Нью-Йорка                   | NYPD Blue                         | Енн Коллінз (Епізод: "Along Came Jones")       |
| 2000      | с | Диваки і навіжені                   | Freaks and Geeks                  | Кукі Келлі (2 епізоди)                         |
| 2001      | с | Закон і порядок: Спеціальний корпус | Law & Order: Special Victims Unit | Луїза Дернінг (Епізод: "Victims")              |
| 2002—2003 | с | Третя зміна                         | Third Watch                       | сержант Бет Маркем (3 епізоди)                 |
| 2003      | с | Закон і порядок                     | Law & Order                       | доктор Бет Еллісон (Епізод: "Compassion")      |
| 2003      | с | Закон і порядок: Спеціальний корпус | Law & Order: Special Victims Unit | Саллі Вілкенс (Епізод: "Soulless")             |
| 2004      | с | Закон і порядок: Злочинні наміри    | Law & Order: Criminal Intent      | Лорі Манотті (Епізод: "Inert Dwarf")           |
| 2004      | с | Доктор Хаус                         | House M.D.                        | настоятелька (Епізод: "Damned If You Do")      |
| 2005      | с | Закон і порядок: Суд присяжних      | Law & Order: Trial by Jury        | Карен Еймс (Епізод: "Truth or Consequences") } |
| 2009      | с | Закон і порядок: Спеціальний корпус | Law & Order: Special Victims Unit | Ліліан Зіфельд (Епізод: "Lead")                |
| 2010      | с | Луї                                 | Louie                             | черниця (Епізод: "God")                        |
| 2013—2014 | с | Майстри сексу                       | Masters of Sex                    | Естабрук Мастерс (7 епізодів)                  |
| 2014      | с | Справжній детектив                  | True Detective                    | Бетті Чайлдресс (Епізод: "Form and Void")      |
| 2014—2017 | с | Залишені                            | The Leftovers                     | Петті Левін (14 епізодів)                      |
| 2014      | с | Олівія Кіттерідж                    | Olive Kitteridge                  | Бонні Ньютон (4 епізоди)                       |
| 2016      | с | Куоррі                              | Quarry                            | Наомі (4 епізоди)                              |
| 2016—2017 | с |                                     | Good Behavior                     | Ронда Лешевер (10 епізодів)                    |
| 2017      | с | Дівчата                             | Girls                             | Федра (Епізод: "Goodbye Tour")                 |
| 2017—2023 | с | Оповідь служниці                    | Handmaid's Tale                   | тітка Лідія (42 епізоди)                       |
| 2019      | с |                                     | Lambs of God                      | сестра Маргарита (4 епізоди)                   |

## Нагороди та номінації
| Нагорода                          | Рік  | Категорія                                                                | Робота               | Результат |
| --------------------------------- | ---- | ------------------------------------------------------------------------ | -------------------- | --------- |
| БАФТА                             | 2022 | Найкраща жіноча роль другого плану                                       | Сповідь              | Номінація |
| Золотий глобус                    | 2018 | Найкраща жіноча роль другого плану в серіалі, мінісеріалі або телефільмі | Оповідь служниці     | Номінація |
| Еммі                              | 2017 | Найкраща запрошена акторка драматичного телесеріалу                      | Залишені             | Номінація |
| Еммі                              | 2017 | Найкраща жіноча роль другого плану драматичного телесеріалу              | Оповідь служниці     | Перемога  |
| Еммі                              | 2018 | Найкраща жіноча роль другого плану драматичного телесеріалу              | Оповідь служниці     | Номінація |
| Еммі                              | 2021 | Найкраща жіноча роль другого плану драматичного телесеріалу              | Оповідь служниці     | Номінація |
| Премія Гільдії кіноакторів США    | 2017 | Найкращий акторський склад в ігровому кіно                               | Капітан Фантастік    | Номінація |
| Премія Гільдії кіноакторів США    | 2018 | Найкращий акторський склад у драматичному телесеріалі                    | Оповідь служниці     | Номінація |
| Премія Гільдії кіноакторів США    | 2019 | Найкращий акторський склад у драматичному телесеріалі                    | Оповідь служниці     | Номінація |
| Премія Гільдії кіноакторів США    | 2020 | Найкращий акторський склад у драматичному телесеріалі                    | Оповідь служниці     | Номінація |
| Премія Гільдії кіноакторів США    | 2022 | Найкращий акторський склад у драматичному телесеріалі                    | Оповідь служниці     | Номінація |
| Супутник                          | 2015 | Найкраща жіноча роль другого плану в серіалі, мінісеріалі або телефільмі | Залишені             | Номінація |
| Супутник                          | 2018 | Найкраща жіноча роль другого плану в серіалі, мінісеріалі або телефільмі | Оповідь служниці     | Перемога  |
| Кінопремія «Вибір критиків»       | 2013 | Найкраща акторка другого плану                                           | Експеримент «Покора» | Номінація |
| Кінопремія «Вибір критиків»       | 2022 | Найкраща акторка другого плану                                           | Сповідь              | Номінація |
| Вибір телевізійних критиків       | 2016 | Найкраща акторка другого плану в драматичному серіалі                    | Залишені             | Номінація |
| Вибір телевізійних критиків       | 2018 | Найкраща акторка другого плану в драматичному серіалі                    | Оповідь служниці     | Перемога  |
| Національна рада кінокритиків США | 2012 | Найкраща жіноча роль другого плану                                       | Експеримент «Покора» | Перемога  |
| Незалежний дух                    | 2013 | Найкраща жіноча роль другого плану                                       | Експеримент «Покора» | Номінація |
| Незалежний дух                    | 2022 | Премія Роберта Олтмена                                                   | Сповідь              | Перемога  |
| Сатурн                            | 2013 | Найкраща кіноакторка                                                     | Експеримент «Покора» | Номінація |